# Taurolema nigroviolacea
Taurolema nigroviolacea är en skalbaggsart som beskrevs av Touroult och Tavakilian 2007. Taurolema nigroviolacea ingår i släktet Taurolema och familjen långhorningar. Inga underarter finns listade i Catalogue of Life.